# Jesper Schou Hansen
Jesper Schou Hansen (født 1968) er journalist fra Journalisthøjskolen i Århus (1996) og tidligere medlem af Københavns Borgerrepræsentation for Venstre (2001-2009), hvor han blandt andet var medlem af Socialudvalget. Før det Børne- og Ungdomsudvalget, Teknik- og Miljøudvalget, Familie- og Arbejdsmarkedsudvalget, samt Miljø- og Forsyningsudvalget. Fra 1. januar 2008 var han partiets gruppeformand, da Pia Allerslev blev udnævnt til borgmester. Tidligere arbejdet på Børsens Nyhedsmagasin (I dag Berlingske Business og del af Berlingske Media) og Dagbladet Børsen. Informationschef i Dækimportørforeningen, Copenhagen Climate Network og delegeret ved COP15. Senere kommunikationchef i EU. Medstifter af medieselskabet Havnefronten, der udgiver lokalavis i København.
I september 2007 meddelte han, at han ønskede at stoppe i politik med udgangen af valgperioden i 2009.

## NCC-sagen
I forbindelse med, at entreprenørvirksomheden NCC ønskede at starte et boligbyggeri på Teglholmen, havde virksomheden indsendt en ansøgning om byggetilladelse til Københavns Kommune i efteråret 2006, der havde accepteret denne 17. oktober. Venstre havde undladt at stemme for projektet, da man fremførte, at et boligprojekt midt i et industriområdet var problematisk. Efterfølgende besluttede naboen MAN B&W Diesel A/S at indbringe sagen for Naturklagenævnet, der 19. december afgjorde, at byggeriet var ulovligt og kun kunne lovliggøres gennem en ændring af lokalplanen for området, hvorfor forvaltningen fremsatte et forslag til en ny lokalplan i Teknik- og Miljøudvalget.
Det var under et møde mellem NCC og Jesper Schou Hansen omkring byggetilladelsen, at NCC påstår de fik den opfattelse, at han anbefalede brugen af kommunikationsvirksomheden Waterfront, som han selv var ansat af, mens et medlemskab af foreningen "Københavns Fremtid", der støtter Venstre i København, blev anbefalet under et andet møde om den nye lokalplan. Jesper Schou Hansen afviser den fremstilling. Han henviser til, at der i Københavns Politis redegørelse står, at den administrerende direktør "ikke blev udsat for nogen som helst form for pression."
Under politiets efterforskning blev der da heller ikke rejst sigtelse mod Jesper Schou Hansen, hvilket af en professor i jura tolkedes som, at der ikke forelå en konkret mistanke, men efterforskningen blot skulle afklare det faktiske hændelsforløb. Således meddelte politiet 27. marts da også, at statsadvokaten ikke mente, "at der var grundlag for at gå videre med sagen"., hvilket fik Venstre til at afkræve en undskyldning af Socialdemokratiet.
Da den nye lokalplan blev behandlet i teknik- og miljøudvalget, var der ikke opbakning til den. Således kunne NCC ikke fortsætte byggeriet.